# Wilanów
Wilanów je městská čtvrť ve Varšavě v Polsku. Nachází se zde Wilanowský palác, tzv. Polský Versailles a druhé sídlo polských králů.
Rozloha Wilanówa činí 36,73 km² a v roce 2015 zde žilo 32 000 obyvatel.